# Slatina nad Úpou
Slatina nad Úpou là một làng thuộc huyện Náchod, vùng Královéhradecký, Cộng hòa Séc.